# あまいぞ!男吾
『あまいぞ!男吾』（あまいぞだんご）は、Moo.念平による日本の漫画作品。平成2年度（第36回）小学館漫画賞（児童部門）受賞。

## 概要
『月刊コロコロコミック』（小学館）にて1986年3月号から1988年3月号、1988年6月号から1992年9月号までの約6年半に亘り連載されていた。単行本は全16巻で、復刊希望を受けて2001年、2002年に英知出版が全3巻の復刻本を刊行した。完結編などを含め、全81話。
男気溢れる主人公の巴男吾（ともえだんご）が家族や友人らを巻き込んで日常生活のドタバタ活劇を繰り広げる作品で、男吾は豪快・粗放であると同時に非常に義理人情に厚い性格で、ストーリーは男吾の人情味や義理堅さによって展開していくことが多く、作者は人と人との心と体のぶつかり合いを中心にして作品を描いたとコメントしている。
この手のストーリー漫画としては珍しく、現実の時間と作中の時間とがほとんど同時リンクしており、連載が1年経過していくのに合わせて作中人物たちも1年進級していき、連載年数と同様、作中でも最終回までに6年近い時間が流れている。
小学校・中学校・高校と主に3つの展開に分かれており、作品のスタイルも異なっている。
単行本化の際には細かい修正やコマの並び方の変更、書き下ろしページが追加されたり、その逆に連載時のページが省略されることもあった。
中学生編からは『コロコロ』連載時にミニコーナー『それゆけ!男吾塾』がスタート。毎月のお題に合わせた読者からの投稿ハガキなどが紹介されていた。
2015年、小学館発行の『コロコロアニキ』3号に小学生編を舞台にした描き下ろしの新作が発表された。第5号から同誌にて中学生編と小学生編を行き来する形式で連載開始したが、8号以降は休載が続きそのまま休刊まで休載が続いた。

## あらすじ
各章のタイトルは英知版/小学館版

### 大あばれ小学生編/副題なし
男吾とお姫と呼ばれる転校生のお嬢様、奥田姫子を中心に、クラスメイトや町内を取り巻く人々が繰り広げる学園コメディ。コミカルなドタバタ活劇のほかに、二人の色恋沙汰が絡む展開も多く、男吾の男らしい優しさに姫子が惚れ直すというパターンが主となっている。他に、男吾の友情や純粋さが大人たちを説得していく展開、逆に子供らが親の愛を知るといった深いテーマの作品が多い。ホビー漫画が人気の中心だった当時の『コロコロ』では評判は今ひとつだったため、男吾の卒業を以て連載終了が決定されたが、これを受けた作者はそれまで禁じ手としてきたバトル要素を含んだ前後編を執筆。これが大きな人気を得たため連載続行が決定。1988年3月号での一端の連載終了の後、同年6月号から中学生編がスタートする。

### ぶっとび中学生編/おおあばれ！中学生編
大文字学園に入学した男吾が繰り広げるシリーズ。人情味溢れた小学生編とは一線を画し、男吾が社会の悪や暴君に挑んでいく展開が多く男吾の正義漢ぶりが垣間見られる。ボクシングや剣道、柔道、フェンシングなど様々な格闘技が登場するが、肝心のスポーツはルールを度外視した荒唐無稽とも呼べるレベルであり、作者もスポーツはあくまでプロットを引き出すための材料として使ったとコメントしている。男吾が闘った相手として、風紀委員及び柔道部員、ボクシング部鶴田、剣道部、紅静波、白鳥竜子先生、不破源治郎などがおり、交換生徒として十文字中学へ招かれたこともある。『コロコロ』連載時では最も人気が高く、この時期に小学館漫画賞も受賞しており、中学生編で終了予定だった連載はさらに継続していくことになる。

### がむしゃら青春編/青春立志編
瀬戸内海の百戸島を舞台に、高校生でありながら轟学園小学校3年9組の小学校教師として活躍する話。男吾が担任するクラスは問題児クラスで、一癖も二癖もある児童らに自分の豪放な生き方を説いていくものであり、男吾に大人としての自覚が見受けられ、小学生編のような人情話も見られるが、バトル展開が挿入されることが多かった。連載末期には突如としてケンカトーナメントという展開に入るが、作者が安易なバトル展開を嫌っていたことと連載終了の決定もあってあっさりと話は収束し、直後に話は大団円を迎えた。その後『別冊コロコロコミック』にて完結編が掲載された。

### コロコロアニキ掲載分
中学一年の年の夏休みや火山らの卒業式など、過去に『コロコロ』本誌で連載された各シリーズの合間に存在していたであろう話や、男吾の保育園時代のような連載前日談が描かれている。その後に展開される物語を踏まえた描写も多い（小学生時代の男吾の作文など）。

## 登場人物

### 巴家
皆が格闘能力に優れ、第一巻冒頭では帰宅早々、玄関先から部屋に辿り着くまでの間、金時、安子、知子が立て続けに襲ってくるなど男吾曰く、一家にいるときは気の休まるときがない。更にほんの僅かな遅れでも食事にありつけないなど食事中さえもバトルが繰り広げられている。男吾＝団子、金時、安子＝あんこ、知子＝しるこ など名前はそれぞれ甘味に由来。家計は中流程度だが、家は広く、専用の道場がある。最初は家族だけで使っていたが、金時のリストラを機に格闘技教室に使われる。2巻の安子、叔母のセリフによると以前は長崎に住んでいた。金時と安子はミツの占いによる幼い頃の見合い結婚らしいが、ミツがギックリ腰で倒れた時、金時が男吾に「母ちゃんの実家（長崎）から電話があった」と伝える一方、安子はカツミの幼少時の写真を見せた際、「義妹の娘」と叔母との関係を姫子に伝えるなど実際に巴家がどちらの実家かは不明。
巴男吾（ともえ だんご）
物語の主人公。格闘一家の巴家の長男で性格は喧嘩っ早く縦横無尽、勉強嫌いで規則が大嫌い、時には敵対する勢力に暴力も平気で振るう熱血漢だが、根は正義感が非常に強く、弱い者いじめが大嫌いであり、行動的で情にも厚い。特に社会的な弱者には味方に回ることが多く、その純粋な心は何度も大人の心を揺り動かしている。遅刻の常習犯で毎回担任の負川に叱られている。姫子とは最大のライバルであり、かつ相思相愛の恋人。アフターストーリーでは姫子と結婚し、一男一女の父親となっている。連載当時の『コロコロ』読者ページが行っていた「コロコロ大賞」では、3年連続「ド元気賞」に輝いていた。男吾という名前は祖母によってつけられた。意味は「吾れ、男なり！」。
ケンカの実力も年齢と共に成長していき、小学生時代には中学生はおろか一学年上の上級生にさえ後れを取ることがあったが、中学生時代やそれ以降になると大人やプロの格闘家相手にも互角以上に戦えるようになっていった。
小学生編では通常のカジュアルな服装の上に主に柔道着を着用していたが、これは小さい頃に着ていたものを安子が手直ししたもの。大文字中学では肩掛けカバンを使用していたが小学校編で通学時に使用、時には武器にもなる手提げカバンは従兄からもらったものという。
巴金時（ともえ きんじ）
巴一家の大黒柱で、空手三段の猛者。その実力は北島、不破のケンカを一撃で仲裁したりするなど計り知れないものがあるが、家庭では特に失業直後など女性陣に悉く虐められており、立つ瀬がない。安子曰く「穀潰し」知子曰く「宇宙一の穀潰し」で、作中、何度も就職先を首になってその度巴家に危機が訪れていたが、本人提案の格闘道場「巴道場」が軌道に乗り、その師範（自称）として地位を得た。男吾にとっても最強にして、最大の宿敵でもあるが、本人にとって安子こそが最大の天敵。男吾に「自分の信じたことを胸張ってやれ」と言うなど、基本的に放任主義。『コロコロ』掲載時、登場人物紹介で「きんとき」と振り仮名を振られ、次号の男吾塾で「俺は『きんじ』だ!」と抗議することがあった。
巴安子（ともえ やすこ）
巴一家のよきお袋で、姫子は理想的な母親だと言っている。男吾に似た豪快さが持ち味で、一応柔道二段だが、スタイルは柔道と言うよりプロレス。大体技を仕掛けられるのは、失業直後の金時である。しかし、見かけとは裏腹に手先は器用で、かつ懐もしっかりしており、洋裁や着物の仕立てなどの内職で、収入不安定な旦那を支えてきた良妻賢母たる立ち位置も示す。得意技は金時から教わった投げ技「巴ダイナミック」。彼女のフルネームは作中には一切載っておらず、『コロコロ』連載時の登場人物紹介コーナーで判明した設定である。二人とも長崎出身でミツのセリフによると金時とは10歳の時にミツの占いで見合い、後に結婚したらしい。一度、仕立ての仕事で座りっ放しが原因でギックリ腰になったが一晩寝ただけで完治すると言う驚異的な回復力を持つ。また、男吾の朝寝坊に厳しく叱責する場面もある一方で、始業5分前に男吾を起こしそれを楽しみに傍観している場面も見られる。
巴知子（ともえ しるこ）
男吾の姉で、剣道二段。男勝りで家ではいつも竹刀を振るう一方、弟と違って学業成績も優秀で文武両道。武道の実力も男吾以上で、男吾から恐れられていた。性格はかなりガサツだが、女性らしいしおらしさも見せることがある。自分と全く性格も価値観も違う男、華道部部長の大和撫郎（やまと なでしろう）に告白され、交際している。当初撫郎と会うときはガサツな自分を必死で隠していたが、「本来のあなたが素敵だ」と言われ元の自分に戻る。料理は語られているシーンはほとんどないが、作中の発言により不得意の模様で、本人も自覚している。普段の部屋は本棚には宮本武蔵など武術、刀剣などの書物などが置かれ、男吾曰く「いつ来ても、女の部屋とは思えない（逆に本人はそれが落ち着くらしい）」との事。一家同様の健啖家で、男吾曰く「普段は茶碗三杯は食べる」らしい。
巴カツミ（ともえ かつみ）
長崎に住んでいる男吾の従妹で、男吾より一つ年下。男吾を「男ちゃん」と呼ぶ。男吾が尻尾を巻いて逃げるほど苦手としている相手であり、しかも小学生男吾をこてんぱんにするほど、かなり腕が立つ。内心は男吾が好きで、それが原因で姫子と恋の火花を散らすことになるも、すぐに意気投合。青春立志編で高校生として再度登場するが、てんとう虫コミックス版では掲載ページ数の都合で短縮されている。
巴ミツ（ともえ みつ）
男吾のお婆ちゃんで、剣道の達人。ぎっくり腰を患っても、矍鑠としていた。占いが大好きで、金時の結婚相手を見定め雲仙岳の噴火も的中させている。カツミに仕返しをしようと躍起になっていた男吾に、男らしさを説く。再度登場した時は占いで自分の死を予期してしまったため、かなり老け込んでいた。
巴正子（ともえ　まさこ）
男吾の叔母でカツミの母だが、安子や知子とは対照的に巴家の女性では珍しく温和な性格。
他の親族については不明だが、もう一人母方に伯母がいるが、叔父は作中には登場しなかった。また、連載後半に帰郷した男吾が自身の占いで死期を悟り、寝込んだミツを勇気付けるため、変装、後に夢枕に立ち、生きるように諭した祖父が登場するが、祖父の名前は「大福」である。

### 一文字学園初等部
私立小学校のようだが良くも悪くもない普通レベルの学校。しかし教師陣たちは落ちぶれ学校だと劣等意識を持っている。
奥田姫子（おくだ ひめこ）
大財閥、奥田コンツェルンの令嬢。男吾の恋人的な存在でもあり、ライバル的な存在。本人は令嬢だからといって特別扱いされるのが大嫌いで、本来の優しい性格とは裏腹に問題行動を繰り返し、その都度学校を転々としていた。男吾に惚れたのは、自分を特別扱いせずに本気で付き合ってくれたからである。男吾と打ち解けたことで、一文字小学校ではクラスメイトみんなと仲良くなった。成績優秀、容姿端麗、頭脳明晰、スポーツ万能、ピアノもこなす、といいとこ取りであるが、唯一料理だけは食べる相手を失神させるほどの腕前で、両親、担任教師、姫子を拉致したアスレチックジムの男たちがその犠牲となった。「相手より先に自分が食べるのは失礼」という理由から味見も一切しない。その手料理を最初に食したのは1巻の男吾であり、男吾にとっても姫子の料理はトラウマとなっている。男吾からは「お姫」、女友達からは「お姫ちゃん」と呼ばれている。性格は素直で純情、曲がったことが嫌いで忍耐強いところもあるが融通が利かず、やきもち焼きの一面も持つ。見かけは華奢だが格闘能力は登場当初から非常に高く、巴道場の一番弟子でもあり合気道・空手・剣道の心得を持ち、小学校当時の男吾とは互角に対闘し、男吾から勝負を放棄したケースがほとんどだがついに勝つことが出来なかった数少ない相手でもある。小学校卒業後は一文字学園中等部に進学し、その為か中学校編ではほとんど出番が無く、作者によると初めは登場させる意図もなかったという。昭和50年10月10日生まれ。後に男吾と結婚し、息子の男児と娘の乙女を生んだ。
大森ヒデキ（おおもり ひでき）
坊主頭で太った少年。おしゃべりで軽い男だが、一方で実は大の母親思いで母が過労で倒れたとき、学校を休んで必死で実家の大衆食堂「大森食堂」を切り盛りしようとしていたことがある。料理の腕はいまひとつ。妹のアキと母親との3人暮らし。2年生の時に亡くなった父親は大工で、店も自身で建てたらしい。食堂は「安くて美味くて量が多い」と人気。安子や知子らからは「ヒデ坊」と呼ばれている。
玉美（たまみ）
姫子の親友で、眼鏡をかけた小柄な少女。男吾が姫子を泣かせたときは真っ先に突っかかる。バイオリンが趣味だが、腕前は問題外。知り合いに漫画家がいる。男吾から「お玉」と呼ばれているが、本人は非常に嫌がっている。トン子とつるむことが多く、一話限りではあるが自身の練った作戦と女子の投票により男吾を学級委員長に就任させている。
二ノ宮修一郎（にのみや しゅういちろう）
男吾のクラスメートで、秀才の少年。姫子に密かに憧れている。優等生タイプで、学級委員長を務め、油絵など多彩な趣味を持っている。プライドが高く、1度委員長選挙に落ちたときは落ち込んで抜け殻のようになった。男吾とはよく張り合うが、ケンカ友達といった感じで実は仲が良い。卒業後は都立一中に進学。
中島ミユキ（なかじま みゆき）
男吾のクラスメートで、弟思い。家庭的な女の子で母親不在の際には、自身でも料理を作ると言う。
古塚トシ子（こづか としこ）
男吾のクラスメートで、用務員、古塚伊助の孫娘。あだ名はトン子。お爺ちゃん子で、勤続30年の彼を誇りに思っている。その一方で、玉美とつるむことも多い。相手の女生徒の名前は作中、出てこないが、合唱団に入るのが夢と言う事で、ヒデキの家の食堂を手伝う際には、その友人と合唱している場面がある。
他にもヒデキと一緒に男吾と姫子をからかう事が多いケンジ、ミツル、同級ではないが同学年で小学生編終盤、署名運動の回に登場する隣のクラスの生徒でPTA会長の息子・竹下進之助、球技大会にバレーボールチームの主将として登場する1組のミドリ、ヒデキの家を手伝う際、花を買いに訪れた時に立ち寄った花屋の娘でやはり同級生の水野と言う女生徒など、氏名が不明の同級生も何人かいるが作中でフルネーム及び、名前が主に呼ばれる同級生は上記の6名である。
負川勝（おいかわ まさる）
男吾のクラスを担任する男性教諭。独身で、出身は新潟だが一文字学園の卒業生。問題児の男吾に頭を悩ませていたが、ある事件を境に和解。もみあげが長く馬面で、愛称はモミアゲウマ。教師になるのは小学生時代からの夢であり、仕事熱心。徒歩で近所を買い物するシーンもあるが通勤には自転車を使用している模様だが、男吾曰く「俺の足の方が速い」ほどのボロ自転車らしい。
山本典子（やまもと のりこ）
自分からテン子先生と呼ばせていた教育実習生。見かけの明るさに対して、かなりの理論派であり、クラスメートの性格や好みのタイプを分析したりするなど、計算高い性格。理想の教育を夢見ている余り、上司に楯を突くような言動も。初出勤時には負川の自転車と男吾を走りながら軽々と抜いているなど、ジョギングで出勤、退勤していた。
岸（きし）
一文字小学校保健室の養護教諭。いつも喧嘩の度に怪我をする男吾はお得意様のようであり、悩みの種でもあった。しかし、本当は男吾の味方で、署名運動の時に本音を放っている。作中では、主に男吾が山本典子に校内を案内中、ケンカをして、保健室を治療のついでに案内するシーンと署名運動の回、球技大会の卓球競技で審判をしているシーンに登場する。
古塚伊助（こづか いすけ）
一文字小学校の用務員で、世話好きで子供好きな性格から、児童みんなの人気者。しかし、負川等教師陣からは煙たがられていて、授業妨害まがいの言動や空き巣への対応が遅れたなどの理由で辞めさせられるところだったが、男吾等児童の抗議で撤回された。酒癖が悪く、何度か仕事に支障をきたすほどの失敗を経験しているため、断酒している。男吾のクラスメートのトン子は彼の孫娘。モデルは高品格。

### 大文字学園中等部
男吾が小学校卒業後に進学した全寮制の共学中学校。
男吾も進学を決意する以前から名を知っていたほどの札付き不良校で、男吾に同校までの道のりを訪ねられた近所の人が「大文字」の名を聞いただけで慌てて逃げ出すなど周囲から恐れられている。
男吾が空手部との決闘に惨敗したのをきっかけに入学を志望し、入学後もさまざまな強敵との激闘を繰り広げることとなる。
一方、武芸を中心とした運動部を初め、各種部活動は盛んで生徒達が主役という自由な校風から、決して吹きだまりだけの学校というわけでもなく、至って普通の生徒も多い。
教員たちも血の気が盛んで生徒たちに拷問に近い体罰で校罰した生徒のために地下牢が設置されている。また、白鳥竜子が赴任した回の林洋一や石倉の話から、かつて城があり、城主の抜け道として使われたと思われる土蔵がある。
初等部から高等部まであるが、中等部卒業後は外部進学する生徒がしばしば存在し、男吾も大文字学園高等部には進学していない。
小学生編の球技大会に一文字学園の宿敵として「大文字学園初等部」が登場するが、柄の悪い生徒も在学する中等部に比べ、比較的普通の生徒が多い模様。

#### 生徒
円谷操（つぶらや みさお）
中学編のヒロインで、姫子と人気を二分するWヒロインの一人。円谷アスレチックジムの娘で、小学生編にて「巴道場」に客を取られて男吾を憎む敵として登場した。しかし、再登場したときは完全に男吾に惚れ込んでおり、彼を追って大文字学園に入学。そして、自ら何度も「男吾一筋」と公言するほどである。しかし、男らしくない男は嫌いであり、男吾以外の異性にはまるで見向きもしない。性格は竹を割ったようにさっぱりしており、どんな場面でも常に潔い態度を執っている。頭脳明晰で、機転が早い一方で、ちょっと狡賢い部分があり、小悪魔的な性質も持ち合わせている。姫子と最初に出会った時は、わざとらしく男吾に抱きついて姫子の嫉妬心を煽っていたが、再対面した時は、あっさり引き下がるどころか弱気になった姫子に塩を送るなど二人の関係を後押しする役割を果たしている。格闘能力は非常に高いが、後にさまざまな強豪生徒の登場により格闘に関しては徐々に存在感が薄れていき、男吾のサポートキャラ的立場に追いやられていった。ボクシングを経験している狡猾な兄とワガママな弟のハジメがいる。兄は小学生編終盤、弟は中学生編の学園祭の回で登場しただけだが、ハジメは勝手について来られて困った操が「学園長の孫」と偽り男吾に子守を押し付けたため、全校生徒を巻き込む形で騒動を起こしている。
中学では空手部に所属。対柔道部編では男吾が立ち上げた新柔道部に火山の推薦で助っ人として加入、柔道部との試合では中堅を務め、男吾と河内が戻るまでの時間を稼いだ。試合後もしばらくは柔道部に在籍したが、翌年以降は空手部に復帰している。
河内文太（かわち ぶんた）
大阪出身の大食漢。学園逃亡の罪で、男吾と同じ監獄に閉じこめられた。相撲部所属で一年次の男吾のルームメイト。当初は巨体に似合わず、部の先輩部員からは「腹ペコで泣いてばかりいる」と発言されるなど気弱な面があった一方、土俵際の粘り強さが信条。「ブタ」と呼ばれると怒って本気を出し、本気を出した時のパワーは男吾に匹敵する。休憩時間での男吾との相撲の一番はある意味、学園の名物でもあり、野次馬が多い。柔道部との試合では副将を務め、最終的に時間切れで判定負けはしたものの、相撲の仕切りからのぶちかましと青木、早乙女、男吾からヤジを飛ばすように「ブタ」と連呼されたことで上記のように本気を出し、優勢に立ち、時間いっぱい相手を苦しめ、対戦相手の土門は、操は圧倒するものの、河内との熱闘直後で、息つくヒマもなく、男吾が登場すると呆気なく敗れ、河内は操の敵討ちこそ、果たせなかったが、結果的に逆転勝利の援護射撃をする形になる。試合後は相撲部に復帰している。
豆田陣八（まめだ じんぱち）
白鳥竜子登場の回の冒頭、男吾に果たし状を送り、決闘を挑もうとしたが白鳥と自身らを「問題児」として退学させようと目論む教頭が差し向けた生徒会長らに妨害された。スピードと握力はかなりのもので、その後も決闘を目論みながらも男吾を兄貴と呼び慕い、自分も一番弟子を名乗っているが、二階堂姉妹にあっさり返り討ちされたり、安子に最弱呼ばわりされたりと、全く立場がない。巴安子、火山からは豆八と呼ばれている。連載後半では、男吾同様、失禁すると言う意外な場面も数回、見られた。
早乙女力（さおとめ ちから）
柔道部から男吾が立ち上げた新柔道部に入部してきた坊主頭の少年。気が弱く泣き虫で、気の強い3人の姉妹、愛、優、心にいつも苛められていた。父親は船乗りで家を空けていることが多く、母親は彼が物心付いた頃に病死。それゆえ、食事を始め、自分で家事一切をこなす。あだ名は「オニギリ」。柔道部との試合では先鋒を務め、緊張して当初は思うような試合運びはできなかったが、操の叱咤で奮起し、相手の襟を掴んで引きちぎる程の粘りを見せるも敗退。男吾や河内は遅刻と学園逃亡の懲罰で中学編初期、短期間、坊主頭だった時期があるが、彼は連載中終始坊主頭だった。男吾二年次の文化祭の回まで作中に登場する。
青木等（あおき　ひとし）
早乙女同様、柔道部から男吾が立ち上げた新柔道部に入部した細身の少年、その体格から男吾が付けたあだ名は「キュウリ」。柔道部との試合では次鋒を務め、早乙女敗退後に登場し得意の一本背負いで初勝利を挙げている。柔道部との試合後のストーリーでは絡むシーンは少なくなり、作中、「紅静波編」まで登場している。
北島剛（きたじま つよし）
学園台風の異名を持ち、体重110kgの巨漢（後に115㎏に増えている）。かなり粗暴な性格で、安眠を妨げる者は誰であってもぶっ飛ばしてしまう。パワーは男吾とほぼ互角。だが後に登場した不破、聖の咬ませ犬にもなってしまう。初登場時は3年生だったが、大文字編後半は男吾と同級生に（登場人物紹介の男吾の説明文から）。
林洋一（はやし よういち）
成績オール5の秀才だが、頭に普段はカツラで隠しているハート型の十円ハゲ（雑誌掲載時には頭全体に無数の十円ハゲがあり、竜子先生から「プラネタリウムみたい」と言われた。この台詞は単行本でも修正されていない）があり、それを他人に見られると逆上して暴走してしまうという悪癖のため男吾・豆田・北島と共に土蔵に幽閉された。陣八同様、初登場は白鳥竜子登場の回で、男吾とは同学年だが、その後、作中には、登場しない。
天宮哲（あまみや てつ）
二年次の男吾のルームメイト。空手部所属で操とも友人らしく一緒にいることも多い。マイペースな性格だが男吾が暴力団事務所に殴り込んだり退学の危機に陥った時などは操と共に駆けつけるなど義理堅い面もある。男吾が「交換生徒」として十文字学園に赴く回の冒頭部分に姿が確認できるが、以後、作中には登場しない。
村野武
大文字編後半、三年次に男吾と男子寮で同室だった男子生徒。
黒鉄（くろがね）
火山が卒業した後の空手部主将。大文字編終盤、男吾が帰省する際に他の面々と共に実家について来るなど男吾とは親しいようだが、特に目立った活躍はなく陰が薄い。
関和美（せき かずみ）
新聞部に所属する少女。かなり気が強く、正義感も強く行動的。出っ歯であり、男吾たちからは「ネズミ」と呼ばれている。書く記事は主に暴露ネタとゴシップ。新聞部員は作中、和美以外は女性部長しか登場しないが、鬼塚は「新聞部のうるさ型」としながら、柔道部の部員確保に陰ながら貢献していると話している。初登場はボクシング部とのストーリーからだが、キャラクター設定、原画集によると一年先輩らしく、新聞部部長、男吾の同級生早瀬英子同様、男吾二年次の学園祭の回まで登場している。
火山（ひやま）
男吾が大文字学園入学の契機となった空手部の先輩で、男吾が心から尊敬している。腕っ節の強さは男吾と互角かそれ以上の強者で、静波の暴動を鎮圧した実績を持つ。また、意外と理知的であり、無駄な力を振るったりもせず、常に立場を平等に見ているなど観察力にも長ける。一方、恋愛には全くの奥手で惚れた女性の為に腑抜けになってしまいトレードマークの逆立った髪もしなびてしまう。大文字学園中等部卒業後は大矢高等学校に進学し、下宿生活をしている。
鬼塚（おにづか）
倉田先生の片腕となって縦横無尽な暴力を振るっていた柔道部の主将。当初は男吾が率いる新柔道部をたたきつぶすため、あれこれ汚い腕力を振るっていた。しかし新柔道部との対戦の中で、男吾の心意気に打たれ、あくまで卑劣な手段を用いようとする倉田に逆らい、男吾との真剣勝負を挑む。相手の後ろ襟を取ってを力任せに地面に叩き付ける「地獄落とし」で男吾を追い詰めるが、最後は男吾の巴投げに敗れ、潔く負けを認め男吾と和解した。後に男吾に変わって鶴田と勝負するも無残な敗北を遂げた。
賀麻（がま）、島崎（しまざき）、土門（どもん）、佐々木（ささき）
柔道部の団体戦メンバー。副将の佐々木は鬼塚と同期と思われるが、「紅静波編」の冒頭部分、静波帰国の知らせに驚きの表情を見せる鬼塚ら、上級生の一人として僅かに姿が見られる。他の3人は男吾二年次の学園祭の回まで作中に登場、タコ焼きの露店を出している。土門、佐々木は、新柔道部との試合では、男吾と対戦し、敗れているが、賀麻、島崎は入学直後、倉田の指示で男吾に「英語の特別指導」と称し、制裁を加えようとしたが、逆に叩きのめされている。
鶴田輝（つるた あきら）
ボクシング部に所属するスキンヘッドの男。カミソリのように鋭く、稲妻のように速いパンチを繰り出す。ボクシング部興隆のために情報操作を行うなど性格はかなり陰険であったが、実戦の勝負に関してはフェアプレー精神も持っている。男吾との初対決で失神KOに追い込んだこともある猛者。
ボクシング部の秘密を暴こうとしたネズミのカメラを壊した事から男吾の怒りを買い、対立する。最後は男吾に敗れるが、それまでは無敗だった。
紅静波（くれない しずは）
大文字学園の女番長として暴動事件を起こし、更生のためフランスへ留学していた帰国子女。だが、帰国後は以前の女番長風は全くなくなり、やたら「美しさ」を強調しつつ、財力で運動部の歓心を買い対照的に「美しくない」と言う理由で泥臭い武道部全般を半ば差別的に排斥するなど、陰湿なやり方で学園を支配するようになる。また食堂の食事を全て洋食にした際に、食堂のオバチャンを首にした為激怒した男吾と対立することになる。一騎打ちの最中、落下したシャンデリアから身を抵して自身を助けた男吾の姿に改心し、男吾提案の大食い大会に挑む。最後は、男吾二年次の文化祭の回に一コマだけ登場、トランプ占いをする姿が描かれている。「美しさ」にこだわって戦いのスタイルもフェンシングを得意とするが、潜在的な気性の荒さは変わっておらず、激昂した際には女番長時代の必殺技メリケンパンチも使った。「紅静波編」は中学生編の中でも特に人気の高いエピソードであった。
一条真琴（いちじょう まこと）
大文字学園剣道部主将で、剣道をこよなく愛する。亡くなった父親が立ち上げ、衰退した剣道部を再建するため男を装って真夏でも、学生服を着ていたが、合宿中に脱走、海に転落した山村ミキを助けた際、女であることを見破られてしまう。「波切り胴」を得意技とする。
谷広美（たに ひろみ）
男吾と真琴の真剣勝負を目の当たりにして、剣道部に志願入部した少年。自分のことをグズでノロマと呼んでいるが、粘り強く最後まで合宿に耐え抜き、古木を叩き割る程の力強い太刀を手に入れた。
浜田コーヘイ（はまだ こうへい）、山村ミキ（やまむら みき）、橘トオル（たちばな とおる）
谷と共に剣道部に入部した生徒達。軽い気持ちで入部したため厳しい練習についてこれず合宿中に脱走。その後天堂中との試合を観戦して心を入れ替え、真面目に練習に励むようになった。
岬ヒカル（みさき ひかる）
一年間の入院生活から大文字学園に戻ってきた少年。相当な美形のため、放っておいても周りから異性が寄ってくるが、入院前は相撲部に所属しており、別人のような容姿で、「張り手の岬」の異名を持つほどであった。操に一目惚れし、操のために男吾に本気の体当たりを見せ、男吾を驚かせる。後に文太に相撲部復帰の勧誘を受けている。なお、写真を同封したラブレターを男吾から渡された操は「あんなカイワレダイコン、趣味じゃない」と一蹴、ラブレターを握りつぶし、本人に投げつけている。
玄田（げんだ）
大文字学園男子寮の寮長で、その生真面目さからも周りから全幅の信頼を得ていた。男吾の無茶に巻き込まれ、足を骨折。しかし、男吾の人としての真っ当さを見抜いており、男吾を寮長に任命する。
森下（もりした）
大文字学園女子寮の寮長で、非常に口うるさい性格。男吾が寮長になったことをずっと認めなかったが、自分の罪を庇ってまでガス中毒から命を助けてくれたことで、彼と和解した。
二階堂乱（にかいどう らん・姉）、二階堂舞（にかいどう まい・妹）
吊り目の双子姉妹。元々は十文字学園の生徒で、プロクラスのボディーガード。二人の連携と足技による戦い方を得意としている。初戦は男吾のスカートめくりで破れ、ブルマ着用で再び男吾に挑むも完敗する。男吾にリベンジを果たすために大文字学園に転校してくるが、後にさらに強くなるため男吾に弟子入りする。妹の方は密かに男吾に懸想しているような素振りを見せていた。双子だけに顔は同じだが下着の色は異なる。また髪の結びが対になっている。登場時は乱が左結び、舞が右結びだったが後に作画上の理由で逆になった。後に登場する不破や聖の前での男吾のかませ犬としか扱われなくなってしまうが、不破の戦いでは不破の強点について男吾にサポートした。
不破源次郎（ふわ げんじろう）
全国津々浦々を歩き回り、果たし状をかき集める謎の青年。学園荒らしの不破と恐れられ、男吾を追って大文字学園に転入してきた。狙った相手を挑発して果たし状を書かせるように仕向けたり、それを拒否した男吾に対しては仲間や、時には、無関係の在校生を次々に叩きのめしていく等、狡猾な手段を使った。常人離れした腕力を持ち、学園台風北島や二階堂姉妹をなぎ倒す程の実力があるが、男吾との戦いに敗れて改心した。実際は大の母親思いであり、母親の遺言である「強い男になれ」を思い違いして受け止めて果たし状を集めていただけであった。単細胞ぞろいの大文字学園メンバーの中ではかなり頭が回る方であり、聖直也の策略を見抜き、逆に罠を仕掛けて聖の正体を暴いた。その後は不破らとともに聖に敗れるが、聖の右手を負傷させている。一人称は「オラ」で、「〜ズラ」が口癖。

#### 教師
倉田（くらた）
大文字学園教師で理事長の息子。男吾の最初のクラス担任でもあり、通称「シロトカゲ」。服装や成績、その他校則に厳しいスパルタ教師で、違反者を丸刈りにし監禁室に閉じ込める。一時は父親の威光を使って学園を支配し、在職中に男子寮の寮長と柔道部の顧問を務めていて、鬼塚初め、主だった部員を「教育係」と称する手下として操っていた。父は学園理事長であり僧侶。柔道部と新柔道部との試合の中で改心し学園を去るが、その際男吾らに感謝と謝罪の言葉と共に「自分が今まで抑え込んできた学園内の悪が動き出すだろう」と警告も残している。モデルとなったのは当時『仮面ライダーBLACK』で俳優デビューしたばかりの倉田てつを。
白鳥竜子（しらとり りゅうこ）
授業で負傷した体育教師の代講として短期間赴任した女性教師。問題児締め出しを図る教頭（ヤツレウナギ）の手下を装っていたが、実は文部省から派遣された視察官で、真贋を見極める能力に長けている。パワー、スピード、ボディーの頑丈さは男性以上で、空手、柔道、合気道など、合わせて十七段。ボクシング、ボディビル経験もあり、男吾も全く歯が立たなかった。また、110kgもある北島や格闘技経験者の荒巻を簡単に投げ飛ばしたり、男吾・北島・豆田・林の4人がかりの奇襲をものともせず一蹴するなど本作登場人物の中で最も強い人物の一人。一旦別の学校視察で劇中から姿を消すが、終盤で再登場の際、下記の工藤と共にケンカトーナメントの覇者の一人であった事が判明した。
荒巻（あらまき）
大文字学園の教師で同校の卒業生。担当は英語。男吾が二年次にクラス担任となったが、電車内で乗客とケンカした男吾や他の乗客とトラブルを起こし、一晩留置され、赴任早々パトカーに乗せられてきた。初登場のシーンではサングラスをかけ、厳つい風貌をしており、顔はツギハギ傷だらけで、見た目はヤクザ。言動も見た目に違わず粗暴だが、言い訳や曲がったことが嫌いで、正義感は人一倍強く、辞表をいつも懐に入れている。キックボクシングの経験を持ち、喧嘩の強さもかなりのもので暴力団事務所に殴りこもうとした男吾をパンチ一発で失神させたが、竜子先生には簡単に投げ飛ばされるなど、全く歯が立たなかった。男吾に付けられたあだ名は「アゴマキ」。カオリ先生に惚れており、大文字編終盤、職員室に挨拶に来た金時がカオリ先生の肩に触れたため乱闘騒ぎを起こし、その際、金時から「あのヌイメヤロウ」と言われている。なお、ぎっくり腰を一晩で完治させた安子同様、骨折を10日で完治させる驚異の回復力を持つ。
カオリ先生
大文字学園には似つかわしくないほど華奢な女性教師で、操、不破のクラス担任。担当は美術。温厚だが、物怖じせず言いたいことはきっぱりと主張するタイプ。男らしい荒巻先生を好意的に受け止めている。
石倉（いしくら）
大文字学園の学園長で、当初は倉田の運営方針を偵察するため用務員を装い、新柔道部の顧問（火山は部長先生と呼んでいた）を買って出たが、柔道に関しては素人だった模様。しかし、後に倉田の不正を知り、素性を見せる。物事に対して、人一倍鋭い慧眼を持ち、男吾が卒業した後も、山岡高校でお山の大将となっていた彼を拳骨一発で目を覚まさせるなど、彼の成長を大きく後押ししている。1990年頃には孫が生まれた。また、男吾と鶴田の試合ではレフェリーを務めた。

### 十文字学園中等部
ボス（大原勇〈おおはら いさむ〉）
落ちこぼれクラス、×（ペケ）組のリーダー格で、非常に責任感が強い少年。テンガロンハットが特徴で、百発百中のパチンコ玉を武器とする。大原学園長の実の息子で、成績は非常に優秀だったが如月俊擁する管理教師の横暴な運営方針に反旗を翻し、自ら進んで×組を立ち上げた。当初のうちは外様の男吾をまるで信用していなかったが、後に男吾の男らしさを認めるようになる。
小島（こじま）
　男吾が転入した先で最初に仲良くなったクラスメイトだが、初対面時、大文字代表の交換生徒が男吾とは知らず、石段からつき落としている。
トム・サンクス
関西人の母親を持つアメリカ人のハーフで、流暢な関西弁を喋る。十文字学園には父親の仕事の都合で転校。結構お気楽な所があり、学校を逃走したところを管理教師に捕らえられる。スケボーを自在に乗りこなし、時に武器として活躍する。
メグ
吊り目で、そばかす顔の少女。名字は小高。名札に剃刀を仕込んでおり、それを武器としている。母親譲りで地毛が赤く、それが原因で、無理に黒く染めようとした管理教師らに楯突いたことで、リンチを加えられる。
フーコ（北見冬子〈きたみ ふゆこ〉）
気弱な事勿れ主義の少女。食べることが大好きでかなり太っており、制服の規定サイズ違反によってはみ出し者のレッテルを貼られるようになった。普段から厚底の眼鏡を掛けているが、円らな瞳をしており、素顔は相当の美人肌でもある。一度はボスに対する恋心を付かれて男吾を裏切るが、最後は彼女の涙の叫びによって、今まで逃げ腰だった他の生徒達を如月討伐に踏み切らせる等、大きな影響を与えるようになった。
リキ
姓名は不詳。カンフーの達人。男吾とは互角の殴り合いを繰り広げ、下っ端の管理教師たちは薙ぎ倒す実力があるものの、大元締めのケンベエに手も足も出なかった。
曝首独郎（しゃれこうべ どくろう）
×組の担任教師兼校医。名前の通りガイコツのような風貌が特徴で男吾には「ドクロ先生」と呼ばれた。×組が閉鎖された後は出番がない。
ケンベエ（剣兵衛）
管理教師の大元締めで木槌やさすまた、掃除用具などを始め、武器を自在に操る猛者。太っているが身軽で、サングラスを掛けている。しかし、重装備が仇になって池で溺れたところを男吾に助けられてから彼の純潔な心に惚れ込み、最終的に管理教師でただ一人如月に反旗を翻し、男吾らに加勢する。
如月俊（きさらぎ しゅん）
如月財閥の御曹司にして、学校改革を企んでいた黒幕。血も涙もない冷酷な男で、父の権力を笠に着て管理教師やプロのボディガードである二階堂姉妹を呼びよせ、反抗する人間を抑えつけたりと、やりたい放題であった。父親に自分の実力を見せようとして行っていた事であったが、当の父親は真っ当な人間であり、金と暴力で学校支配など言語道断だと身勝手な息子を一喝し、あっさり事態は収束した。
卯月了（うづき りょう）
如月の右腕と呼ばれる男。連載時には男吾に十文字までの道を教える通りすがりの一生徒だったが、単行本の書き下ろしページでこの設定が追加された。男吾と入れ替わりで大文字に行き学園統一を目論むが、大急ぎで戻った男吾の目の前で大文字の生徒たちに叩き出された。

### 轟学園
男吾が教師として紹介された瀬戸内海の小島「百戸島」にある私立小。良好な環境による徹底した管理学習を行うことで、全国指折りの難関校進学率を誇る名門であり、一部地元の小学生も通学している。当の男吾が担任したのは「落ちこぼれ」といわれていた3年9組であり、ここで約1年間教師を受け持つことになった。以下に紹介する神崎〜横田は全員、9組の児童である。
神崎円（かんざき まどか）
花を愛で、積極的で明朗快活な女の子。青春立志編のヒロインで男吾をすごく慕っている。父親はプロレスラーのゴッド神崎だが、円がケンカで苛められるたび父親がしゃしゃり出たせいで都内の学校を出て行く羽目になったため、当初は父親をすごく嫌っていた。
磯辺五郎（いそべ ごろう）
学校をサボって釣りばかりしている地元の少年。泳ぎは上手い。父親は、漁師で、男吾は現地に向かう途中、定期船に乗り遅れ、偶然、居合わせた父親の舟に乗せてもらい、泳いで、島に辿り着こうとしたところ、釣りをしている五郎の竿に引っかかり、引き上げられている。9組の児童で、最初に男吾と遭遇することになる。
谷山愛（たにやま あい）
絵を描くのが好きな、内向的な女の子。いつもはすごく控え目だが、言いたいことはすっぱり言ってしまう勇気も持っている。非常にぱっちりした綺麗な瞳を持っているが、常に髪に隠れている。
大塚大地（おおつか だいち）
親子で農作業を営む元気な地元の少年。大声で馬鹿力が自慢で、「働かざる者、食うべからず」が家訓。普段から笑顔だが、親を馬鹿にされた時は怒りを露わにした。
半田修（はんだ おさむ）
名の通りハンサムな少年で、モテまくって生きるなどホストじみた生活を夢見ている。だが、両親から来る手紙を全く読まないことから、他人には言えない家庭事情がある。
城戸満（きど みちる）
猫をこよなく愛する、少し太り気味の少女。少し臆病者で、カナヅチだが、子ネコを助けようとして海に落ち、出勤中の男吾に助けられたが、普段は学園内の女子寮に、神崎、谷山と同じ部屋で生活している模様。
小笠原勉（おがさわら つとむ）
ひたすら教科書ばかり読んでいる少年。性格は暗く、完全に殻に閉じこもっていた。初期の本人のセリフによると、大学生の兄がいる模様。
早川夏実（はやかわ なつみ）
島の寿司店、けんか寿司の看板娘。身長145cm。円と男吾を巡り、火花を散らす場面があり、家庭訪問の回では、ティラミス、ガム、生クリームウエハース、チョコレートを振る舞い、ストーリーの最後には「父親のお土産」としながらも蜂蜜入りの寿司をハンサムと男吾に手渡し、困惑させている。
横田仁（よこた じん）
テンガロンハットを被った細目の少年。
工藤進太郎（くどう しんたろう）
通称、ゴクドー先生。国体選手にもなったことのあるスポーツ万能タイプで、8組の人気者。当初は男吾を嫌っていたが、男らしさを見直して和解する。喧嘩の腕も相当なもので、その正体はかつてのケンカトーナメント優勝者の一人。チャンプになったことで友人や家族からさえ恐れられ、孤独に陥るという辛い過去を持っており、そんな不幸を生み出し続けるトーナメントそのものを打ち壊すことを男吾に願った。放つパンチに特徴があり、男吾は当人に殴られた際、「空手でもボクシングでもない、ケンカの拳だ！」と言っている。

### その他
聖直也（ひじり なおや）
一文字学園に通う少年で、男吾よりも1つ下。登場時、巴道場で実力No.1。見かけのベビーフェイスに反して柔術を得意とし非常に強く、1人で二階堂姉妹、台風、不破などを倒す。姫子に惚れており、男吾を嵌めようとして失敗した腹いせに姫子に襲いかかったりした。
判大丸（ばん だいまる）
男吾が大文字学園在学中、受験のため九州から巴家に居候しに来ていた従兄の青年。肥満体で男吾からは「肉丸」と呼ばれる。姫子に惚れており、男吾にライバル宣言をするが、男の約束を重んじる男吾の友情を認め、すぐに和解する。
入網照子（いりあみ てるこ）
大矢高校弓道部の主将。ふくよかな体型で、性格も剛胆。周囲からはマンモスカバなどと罵られているが、火山が一目惚れした相手でもある。名前の由来は、ウィリアム・テルから。
弓姫（ゆみひめ）
同弓道部所属で弓術の達人。かなりの美人で弓姫の練習中には常に黒山の人だかりができるが、当の本人は常に冷静でそして冷淡。プライドがすこぶる高く、男吾の無謀な挑戦も臆することなく引き受けた。
ゴッド神崎（ゴッドかんざき）
円の父親で無敗を誇るプロレスラー。普段は優しそうな顔をして愛嬌を振りまいているが、ひとたび怒らせると、大木を素手で引き抜いたり、トラックを吹っ飛ばしたりするなど化け物じみたパワーを持つ。娘が苛められるたびにしゃしゃり出たことが原因で、娘との関係に溝を生む。円の将来を賭けて男吾と真剣勝負を挑み、怪我のハンデもあって男吾が勝ちを収めるが、男吾が作中で唯一「殺される」と戦慄した相手でもある。
琉王丸一平太（りゅうおうまる いっぺいた）
ケンカトーナメントの優勝候補としてノミネートされていた沖縄生まれの少年。通称、ハブの一平太。6人の弟妹がおり、トレードマークの鉢巻きにはその名が記されている。五郎を人質にして、男吾に一対一の対決を挑み、好戦を演じるが、次弟が末妹の病気を知らせてきたことや男吾に殴られ、「その拳で、弟妹を守れ」と諭す言葉を掛けられたことで、改心し、トーナメント出場を棄権、帰郷する。
つむじ風の又吉（またきち）
広島出身のケンカトーナメント出場者。厚めの唇と独特の方言が特徴。男吾の地元（小学生編の舞台となった町）の銭湯に浸かっていたが、銭湯保存の会としてその場に居合わせた男吾の級友たちの騒がしさに激昂し、これに襲い掛かる。密かに入浴していた男吾の提案に同意し、煙突の頂上での一騎打ちとなる。
ヘリック津田（つだ）
ケンカトーナメントにおける男吾の準決勝での対戦相手。試合の場に姫子を呼びつけ、その目の前で男吾に「お前は大会を潰そうとしているだろうが、やってる事は結局自分たちと同じ」と投げかけることで動揺を誘い勝利を目論んだが、姫子が呼んだ中学時代の仲間たちの声援で迷いを晴らした男吾の敵ではなかった。
俵十三（たわら じゅうぞう）
ケンカトーナメント初代チャンピオン。大会決勝会場に現れ男吾にその思いを託す。年齢的にはすでに四十代の中年と思われるが、ケンカの実力は健在らしく、会場の警備員を裏拳一撃で吹き飛ばした。
花田松千代（はなだ まつちよ）
一代で巨万の財を成した男で、ケンカトーナメント主催者にして黒幕。歴代の優勝者たちを財宝に溢れた会場別室に招き入れ、トーナメントの歴史と覇者の栄光を語ることで洗脳のような状態に陥れ続けてきたが、それに屈しなかった男吾の果敢な行動に心を打たれ、大いに同調。トーナメント開催の本当の狙いが戦後の平和を取り戻した日本から闘志や熱い魂までもが失われつつあることを危惧したためであること、回を重ねる毎にその志が忘れられ、地位や名声欲に憑かれた者の集まりとなっていったことへの慚愧の念を告白し、財の全てを破壊した。
ケンカトーナメントの挙用は以下の通り。
「東京オリンピックと同年の1964年に第一回大会が開かれ、以降四年に一度、オリンピックと同年に開催され続けた（男吾が出場したのは第8回にあたる）」「出場者はハチマキを持参し、負かした相手のそれを奪うことで勝利の証とする。十本のハチマキを集めた者が決勝進出者となる」「ケンカの場所は選ばず、日本中何時如何なる場所でも試合が始まる」

## 番外編
大人になった男吾とその子供である男児の活躍が描かれた作品。『コロコロ』連載終了直後の1992年に『別冊コロコロSP』に書き下ろされた完結編（『あまいぞ!男吾』最終話）と、2002年に英知出版刊行の漫画誌『トラウママガジン』創刊号の読切として描かれた「だんじて!男児」がある。
前者は作者が「第1話を描いてた時からこの作品のラストシーンはこうしようと心に決めていました。『コロコロ』連載最終回ではストーリーの流れ的に描けなかったんですが、その夢をこれで実現できて良かった」と述べており、後者は連載終了から10年近く経過しているが、絵柄はほとんど変わっていない。
主役は男吾の息子の巴男児で、ヒロインは奥田姫子にうり二つな美少女の岡田ヒロコ、他に男児のライバルでもある井成、デーブ3兄弟、そして男児の妹の乙女などが登場する。
「だんじて!男児」は『トラウママガジン』掲載時には連載予定があったらしいが、出版社との都合によって読切に変更された。完結編はてんとう虫コミックス版16巻、および2002年の英知出版の復刻版3巻に収録された。
2014年、夏のコミックマーケットにおいて「だんじて!男児」を収録した同人誌が著者のサークルより発行された。

## アニメ
『男吾』のアニメ化は計画こそあったものの実現までには至らず、シンエイ動画によるパイロット版が製作されたのみに留まった。製作された時期は早かったらしく、連載が1年すぎる前にはすでに出来上がっていたことが当時の『コロコロ』の作者コメントからうかがえる。英知出版の復刻版において、そのセル画を見ることができる。

## ゲーム
- あまいぞ!男吾のあっちむいてホイ（PCエンジン）

1989年に開催された『第5回ハドソン全国キャラバン』のイベント会場でのみ遊べた非売品ソフト『ハイテク王国』に収録されていたミニゲームのひとつ。男吾を相手にあっち向いてホイの1本勝負を行うという内容で男吾の声を聞くことができた。

## 単行本について
第2巻の初版発行分において、ページの抜けがあった（英知版2巻第2版P.786～787、およびてんとう虫版10巻P.62〜63に該当）。第2版以降修正が行われた。初版本購入者からの交換を希望する声に応える形で、希望者にはページ抜けのあったエピソード一話分の小冊子を配布した（購入の証明として2巻の帯を編集部に送付し、確認後送った帯と小冊子が返送された）。
復刻版発売が告知された当初は全4巻構成での発売が予告されたが、発売直前に全3巻に変更され、2巻が刊行されている。『コロコロアニキ』発の単行本1巻全4作品の1つとして、本作の傑作選がラインナップに選ばれている。傑作選第1巻には、作者自身が「小学生編」から選んだエピソードのほか、『コロコロアニキ』3号に掲載された新作や描きおろしが収録。

## 書誌情報

### 単行本
- Moo.念平『あまいぞ!男吾』小学館〈てんとう虫コミックス〉、全16巻
  1. 1986年11月初版発行[13]、ISBN 4-09-141131-2
  2. 1987年7月初版発行[14]、ISBN 4-09-141132-0
  3. 1987年10月初版発行[15]、ISBN 4-09-141133-9
  4. 1987年12月初版発行[16]、ISBN 4-09-141134-7
  5. 1988年6月初版発行[17]、ISBN 4-09-141135-5
  6. 1988年12月初版発行[18]、ISBN 4-09-141136-3
  7. 1989年6月初版発行[19]、ISBN 4-09-141137-1
  8. 1989年10月初版発行[20]、ISBN 4-09-141138-X
  9. 1990年1月初版発行[21]、ISBN 4-09-141139-8
  10. 1990年6月初版発行[22]、ISBN 4-09-141140-1
  11. 1990年10月初版発行[23]、ISBN 4-09-141701-9
  12. 1991年5月初版発行[24]、ISBN 4-09-141702-7
  13. 1991年9月初版発行[25]、ISBN 4-09-141703-5
  14. 1992年3月初版発行[26]、ISBN 4-09-141704-3
  15. 1992年9月初版発行[27]、ISBN 4-09-141705-1
  16. 1993年1月初版発行[28]、ISBN 4-09-141706-X

### 復刻版
- Moo.念平『あまいぞ!男吾』英知出版〈トラウママンガブックス〉、全3巻
  1. 「大あばれ小学生編」2002年1月初版発行[29]、ISBN 4754232038
  2. 「ぶっとび中学生編」2002年2月初版発行[30]、ISBN 4754232062
  3. 「がむしゃら青春編」2002年3月初版発行[31]、ISBN 4754232097

### 傑作選
- Moo.念平『あまいぞ!男吾』小学館〈コロコロコミックス〉、既刊2巻（2016年11月15日現在）
  1. 2016年3月15日発売[12]、ISBN 978-4-09-142143-2
  2. 2016年11月15日発売[32]、ISBN 978-4-09-142239-2